# The Valley (stadion)
The Valley is een voetbalstadion in Charlton, in het zuidoosten van Londen. De club Charlton Athletic speelt er zijn thuiswedstrijden. Het stadion heeft een capaciteit van 27.111 toeschouwers. Voor de hoofdtribune staat een standbeeld van clubicoon Sam Bartram.

## Details

### Adres
Floyd Road
Charlton
SE7 8BL

### Records
Recordaantal toeschouwers: 75.031: Charlton Athletic - Aston Villa, 12 februari 1938.

### Gemiddeld aantal toeschouwers
- 2005-06: 26.196
- 2004-05: 26.403
- 2003-04: 26.293
- 2002-03: 26.256